# Усманово (Гафурийский район)
Усманово (баш. Уҫман) — деревня в Гафурийском районе Башкортостана, входит в состав Саитбабинского сельсовета.

## История
По источникам известна с начала XVIII в. В конце этого столетия она состояла из 45 дворов с 191 жителем. В середине следующего века насчитывалось 498 человек и 55 домов. В 1896 году в 122 дворах проживало 650 вотчинников.
Деревня имела одноимённый хутор из 36 домов с 243 жителями.
Об основателе поселения Усманово сведений нет. Его сын Кидряй Усманов жил в конце XVIII в.
Кавалеры медалей, ветераны Отечественной войны 1812 года: Ульмяскул Ниязгулов, Нугуман Кильдигулов, Кагарман Иждавлетов, Ишкуват Сунарчин, Кинзебулат Минлибаев, Мурзагул Таймасов жили в этой деревне.
Жители занимались скотоводством, главным образом, коневодством. На 443 человека приходилось 700 лошадей, 309 коров, 42 овцы, 33 козы. Имели 50 ульев и 54 борти. Земледелие только начинало внедряться в быт усманцев, на каждого из них посеяли чуть больше двух пудов хлеба (496 пудов озимого и 952 пуда ярового).
В конце XIX в. в деревне имелась мечеть, работала бакалейная лавка.

## Население
| 1800 | 1850 | 2002 | 2009 | 2010 |
| ---- | ---- | ---- | ---- | ---- |
| 191  | ↗498 | ↘302 | ↗303 | ↘246 |

Национальный состав
Согласно переписи 2002 года, преобладающая национальность — башкиры (100 %).

## Географическое положение
Расстояние до:
- районного центра (Красноусольский): 50 км,
- центра сельсовета (Саитбаба): 7 км,
- ближайшей ж/д станции (Белое Озеро): 63 км.